# Diplycosia fimbriata
Diplycosia fimbriata är en ljungväxtart som beskrevs av Herman Otto Sleumer. Diplycosia fimbriata ingår i släktet Diplycosia och familjen ljungväxter. Inga underarter finns listade i Catalogue of Life.